# 德国空军第1武器系统保障中心
第1武器系统保障中心（德語：Waffensystemunterstützungszentrum 1，缩写为）是德国空军的一个后勤供应单位。它自2015年7月1日起隶属于空军部队司令部管辖，并与第2武器系统保障中心一同在负责物料供应的空军总监指挥下，实际担当后勤和系统保障职能。

## 历史
第1武器系统保障中心是随着原空军第1维护团在2012年12月31日解散后，于2013年1月1日成立并生效。在移交中心编制后，它不仅接收了已解散的第1维护团人员，还接管了同样已解散，原设于莱希河畔兰茨贝格的武器系统保障中心。

## 架构
在联邦国防军重组的背景下，第1武器系统保障中心自2014年4月1日起的架构如下：
- 第1武器系统保障中心（WaSysUstgZ 1）驻埃尔丁（埃尔丁空军基地（德语：Fliegerhorst Erding）），并计划搬迁至曼兴（因戈尔施塔特/曼兴空军基地（德语：Fliegerhorst Ingolstadt/Manching））[2]。
  - 第1武器系统保障中心指挥部驻埃尔丁（埃尔丁空军基地），并计划搬迁至曼兴（因戈尔施塔特/曼兴空军基地）[2]。
  - 第11检修中心（InstZ 11）驻埃尔丁（埃尔丁空军基地）
    - 发动机检修合作社（InstKoop Twk）
      - MTU航空发动机公司埃尔丁驻地，负责检修龍捲風戰鬥轟炸機的RB199发动机（德语：Turbo-Union RB199）及台风战斗机的EJ200发动机（德语：Eurojet EJ200）。
      - MTU航空发动机公司慕尼黑驻地，负责检修C-160运输机（德语：Transall C-160）的罗尔斯·罗伊斯泰恩（德语：Rolls-Royce Tyne）发动机。
      - 罗尔斯·罗伊斯德国公司上乌瑟尔驻地，负责检修NH90直升机的RTM322发动机（德语：Rolls-Royce/Turbomeca RTM322）。

  - 第12检修中心（InstZ 12）驻乌门多夫，配备高度现代化电镀车间的表面处理能力及液压设备维护[3]。
    - 救援及安全设备检修合作社（InstKoopRett/SichGer）驻乌门多夫/雷林根，与Autoflug（德语：Autoflug）公司开展弹射座椅合作。

  - 第13检修中心（德语：Instandsetzungszentrum 13）驻莱希河畔兰茨贝格（维尔芬营（德语：Welfenkaserne）），负责航空电子[4]
  - 第14系统中心（SysZ 14）驻曼兴（因戈尔施塔特/曼兴空军基地），负责作战飞机[5]
    - 台风机体检修合作社（InstKoop Zelle EF）驻曼兴（因戈尔施塔特/曼兴空军基地）
    - 龙卷风机体合作社（TKZ）驻曼兴（因戈尔施塔特/曼兴空军基地）[6]
    - 作战飞机程序支援组（ProgUstgT KpfFlz）
    - 无人机程序支援组（ProgUstgT UAS）
    - 国际武器系统支援中心（DDO/DtA IWSSC Eurofighter Typhoon）驻哈尔贝格莫斯

## 历任指挥官

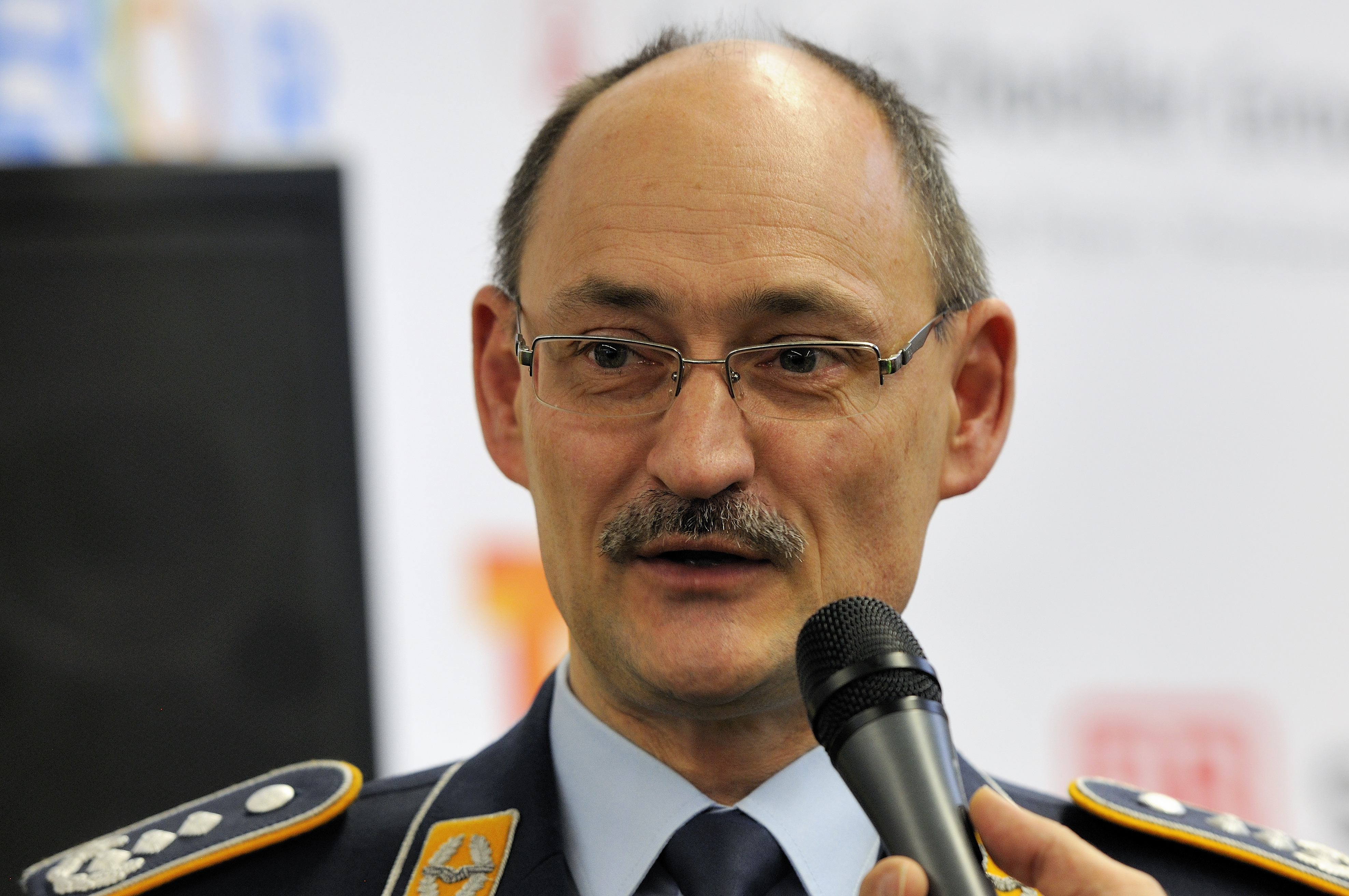
托马斯·哈姆巴赫上校于2014年

| 任次 | 姓名                | 自           | 至            |
| ---- | ------------------- | ------------ | ------------- |
| 3.   | 马库斯·阿德勒上校   | 2014年4月1日 |               |
| 2.   | 托马斯·哈姆巴赫上校 | 2013年3月4日 | 2014年3月31日 |
| 1.   | 米夏埃尔·雷特曼上校 | 2013年1月1日 | 2013年3月3日  |